# Клер Томпсон
Клер Томпсон (англ. Clare Thompson; нар. 6 листопада 1963) — колишня австралійська тенісистка.
Найвищу одиночну позицію світового рейтингу — 299 місце досягла 18 липня 1988, парну — 179 місце — 25 березня 1991 року.
Здобула 1 одиночний та 1 парний титул туру ITF.

## Фінали ITF
| турніри $25,000 |
| турніри $10,000 |

### Одиночний розряд: 2 (1–1)
| Результат | Ранг | Дата           | Турнір                                | Покриття | Суперниця             | Рахунок  |
| --------- | ---- | -------------- | ------------------------------------- | -------- | --------------------- | -------- |
| Поразка   | 1.   | 25 лютого 1991 | ITF Канберра, Австралія               | Трава    | Джоанн Ліммер         | 5–7, 4–6 |
| Перемога  | 1.   | 4 березня 1991 | ITF Броудмідовс (Вікторія), Австралія | Трава    | Трейсі Мортон-Роджерс | 6–3, 6–2 |

### Парний розряд: 5 (1–4)
| Результат | Ранг | Дата           | Турнір                                | Покриття | Партнерка       | Суперниці                          | Рахунок       |
| --------- | ---- | -------------- | ------------------------------------- | -------- | --------------- | ---------------------------------- | ------------- |
| Перемога  | 1.   | 11 лютого 1991 | ITF Мілдьюра, Австралія               | Трава    | Крістін Кунс    | Лупіта Новело Бетсі Сомервілл      | 7–6, 6–2      |
| Поразка   | 1.   | 18 лютого 1991 | ITF Водонга, Австралія                | Трава    | Крістін Кунс    | Трейсі Мортон-Роджерс Елісон Скотт | 4–6, 6–4, 6–7 |
| Поразка   | 2.   | 4 березня 1991 | ITF Броудмідовс (Вікторія), Австралія | Трава    | Крістін Кунс    | Лупіта Новело Бетсі Сомервілл      | 2–6, 5–7      |
| Поразка   | 3.   | 29 червня 1992 | ITF Роннебю, Швеція                   | Ґрунт    | Робін Модслі    | Катаріна Бернстейн Анніка Нарбе    | 5–7, 0–6      |
| Поразка   | 4.   | 20 липня 1992  | ITF Більбао, Іспанія                  | Ґрунт    | Джессіка Еммонс | Вірхінія Руано Паскуаль Ева Бес    | 2–6, 4–6      |